# Taśma teflonowa

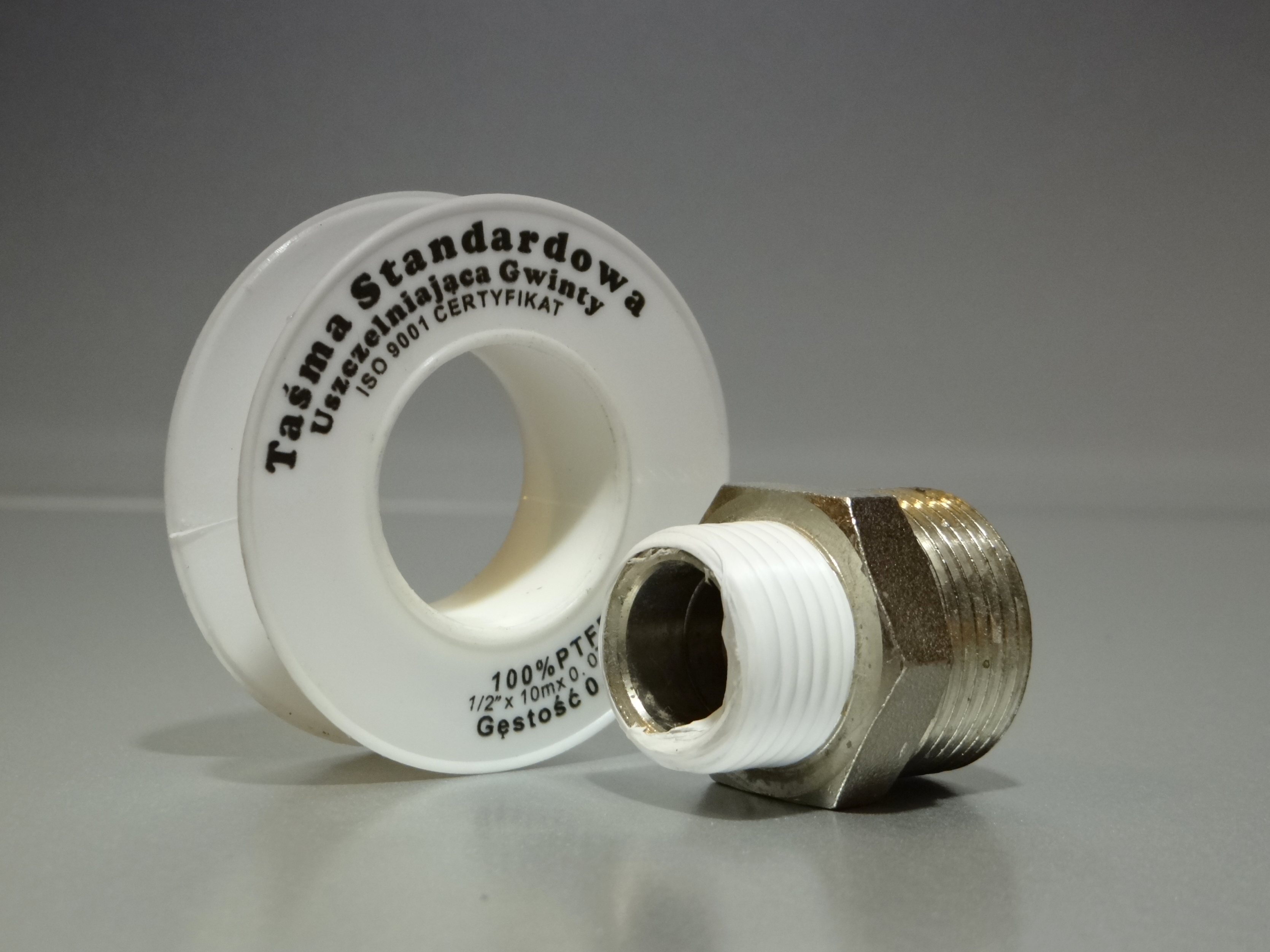
Taśma teflonowa oraz przykład zastosowania

Taśma teflonowa - produkt służący do uszczelniania połączeń gwintowych, stosowany przez instalatorów i hydraulików. Jest zamiennikiem pakuł, nici teflonowej oraz specjalistycznych klejów.